# Porroglossum mordax
Porroglossum mordax là một loài thực vật có hoa trong họ Lan. Loài này được (Rchb.f.) H.R.Sweet miêu tả khoa học đầu tiên năm 1970.